# Dahra (Algeria)
Dahra è un comune dell'Algeria, situato nella provincia di Chlef.